# Aloe djiboutiensis
Aloe djiboutiensis là một loài thực vật có hoa trong họ Măng tây. Loài này được T.A.McCoy mô tả khoa học đầu tiên năm 2007.